# Dywizjon Samochodów Pancernych Armii Dońskiej
Dywizjon Samochodów Pancernych Armii Dońskiej (ros. Бронедивизион Донской армии) – jednostka wojskowa samochodów pancernych Armii Dońskiej w latach 1918–1919.
Formowanie oddziału samochodów pancernych Armii Dońskiej rozpoczęło się w sierpniu 1918 r. w Nowoczerkasku z inicjatywy szefa sztabu płk. Światosława W. Denisowa. Początkowo Kozacy dońscy mieli jedynie 2 samochody pancerne, zdobyte na wojskach bolszewickich w rejonie Nowoczerkaska. Jednak w krótkim czasie doszły kolejne pancerki, zarówno uzyskane jako zdobycz wojenna, jak też zbudowane w różnych zakładach i warsztatach. Był wśród nich 5-tonowy samochód „Pierce-Arrow”. W kwietniu 1919 r. służbę bojową rozpoczął, zdobyty na wojskach bolszewickich pod Warłamowką jeszcze 16 września 1918 r., opancerzony traktor Ehrhardt M1915 pod nazwą „Pułkownik Biezmolitwiennyj”. Został on uzbrojony w 1 działo i 6 karabinów maszynowych z załogą liczącą aż 11 ludzi. Okazało się jednak, że jest on zbyt ciężki i wolny, stąd pełnił jedynie rolę szkoleniową. Taka sama sytuacja okazała się z drugim traktorem „Astrachaniec”, który przybył do Nowoczerkaska z zakładów w Noworosyjsku. Został skierowany na pozycje zajmowane przez oddziały 3 Armii Dońskiej, ale zaraz następnego dnia odesłano go na tyły, gdyż podczas ataku zagotowała się woda w chłodnicy.
We wrześniu 1919 r. Dywizjon Samochodów Pancernych Armii Dońskiej składał się z:
- 1 Oddziału: samochody pancerne „Uść-Miedwiedica” (typu Austin 1 serii, 2 karabiny maszynowe), „Ataman Kaledin” i „Stiereguszczij” (typu Austin 2 serii, 2 karabiny maszynowe),
- 2 Oddziału: samochody pancerne „Sokoł” i „Pieczenieg” (typu Fiat, 2 karabiny maszynowe), opancerzony traktor „Pułkownik Biezmolitwiennyj”,
- 3 Oddziału: samochody pancerne „Ługano-Mitiakiniec”, „Uść-Biełokalitwiniec” i „Partizan” (typu Austin, 2 karabiny maszynowe).

Poza dywizjonem działały ponadto następujące samochody pancerne: „Kazak” i „Generał Kielczewski” (typu Austin, 2 karabiny maszynowe), „Społoch” (typu Lanchester, 1 działko, 1 karabin maszynowy), „Generał Sidorin” (typu Garford, 1 działko, 2 karabiny maszynowe), „Ataman Bogajewski” (typu Austin 3 serii, 2 karabiny maszynowe), przekazany Kozakom dońskim przez Brytyjczyków oraz opancerzony traktor „Astrachaniec”.
Na froncie w jednym czasie działały jedynie nie więcej niż 4 - 5 samochody pancerne. Wszystkie dońskie pancerki zostały zniszczone lub porzucone podczas odwrotu do Noworosyjska.